# Inside Story
Az Inside Story Grace Jones amerikai énekesnő 1986-ban megjelent nyolcadik stúdióalbuma. Műfaja: dance, kiadója a Manhattan Records. Producer: Nile Rodgers és Grace Jones. A digitális felvételek és a keverés helyszíne a New York-i Skyline Studios volt. A digitális szerkesztést a New York-i Atlantic Studiosban végezték. Az album művészeti vezetője, a design kidolgozója Richard Bernstein volt, aki korábban Grace diszkóalbumain is dolgozott. Valamennyi dal szerzője Grace és barátja, Bruce Wooley. Négy dalt másoltak ki az albumról kislemezekre: az I'm Not Perfect (But I'm Perfect for You), a Victor Should Have Been a Jazz Musician, a Party Girl és a Crush közül a legelső volt a legsikeresebb. Az Inside Story kissé hűvösebb fogadtatása is hozzájárult ahhoz, hogy Jones csak 3 év múlva készített újabb stúdióalbumot.

## A dalok

### „A” oldal
- I'm Not Perfect (But I'm Perfect for You) (Grace Jones – Bruce Woolley) – 3:57
- Hollywood Liar (Grace Jones – Bruce Woolley) – 3:50
- Chan Hitchhikes to Shanghai (Grace Jones – Bruce Woolley) – 4:33
- Victor Should Have Been a Jazz Musician (Grace Jones – Bruce Woolley) – 4:42
- Party Girl (Grace Jones – Bruce Woolley) – 3:44

### „B” oldal
- Crush (Grace Jones – Bruce Woolley) – 3:27
- Barefoot in Beverly Hills (Grace Jones – Bruce Woolley) – 4:07
- Scary but Fun (Grace Jones – Bruce Woolley) – 3:55
- White Collar Crime (Grace Jones – Bruce Woolley) – 4:59
- Inside Story (Grace Jones – Bruce Woolley) – 4:31

## Közreműködők
- Producer: Nile Rodgers és Grace Jones
- Felvételvezető, keverés: James Farber
- Hangmérnökök: Nile Rodgers, Bruce Woolley
- Hangmérnöksegédek: Scott Ansell, Knut Bohn
- Produkciós menedzser: Budd Tunick
- Digitális szerkesztés:  Barry Diament
- Maszterelés: Greg Calbi (Sterling Sound, New York)
- Synclavier II System: Kevin Jones
- Lenny Pickett (szaxofon – tenor)
- Stan Harrison (szaxofon – alt)
- Steve Elson (szaxofon – bariton, furulya)
- Mac Gollehon (trombita, Flueglhorn, Double Bell Euphonium)
- Richard Bernstein (komputerfotó)
- P. Y. Jones (a jelenlétéért)
- Bruce Garfield (a vidámságért)

Külön köszönet a következőknek: Neil Hiasch, The Factory, Twickenham, England, WK Studios, NY Don Young (hangmérnök), Bob Caviano, Michael Tannen & Assoc., Keith Haring, David Spada / Jewelry, Daniela Morera

## Különböző kiadások

### LP
- 1986 EMI – Manhattan Records (24 0643 1, Egyesült Államok)
- 1986 EMI – Manhattan Records (MT 13470, Görögország)
- 1986 EMI – Manhattan Records (ST 53038, Görögország)
- 1986 EMI – Manhattan Records (64 2406431, Olaszország)
- 1986 EMI – Manhattan Records (4XT-53038, Egyesült Államok)
- 1986 EMI – Manhattan Records (ST-53038, Kanada)
- 1986 EMI – Manhattan Records (062 24 0643 1, Európa)
- 1986 EMI – Manhattan Records (MTL 1007, Anglia)
- 1986 Pathé Marconi EMI (2406431, Franciaország)

### CD
- 1986 EMI – Manhattan Records (CDP 7 46340 2, Anglia)
- 2004 EMI Gold (578 5632, Európa, remaszterizált változat)

## Kimásolt kislemezek

### Kislemezek
- 1986 I'm Not Perfect (But I'm Perfect for You) / Scary but Fun (EMI – Manhattan Records, B-50052, Kanada)
- 1986 I'm Not Perfect (But I'm Perfect for You) / Scary but Fun (EMI – Manhattan Records, 20 1503 7, NSZK)
- 1986 I'm Not Perfect (But I'm Perfect for You) / Scary but Fun (EMI – Manhattan Records, B-50052, Egyesült Államok)
- 1986 I'm Not Perfect (But I'm Perfect for You) / Scary but Fun (EMI – Manhattan Records, MT 15, Anglia)
- 1986 I'm Not Perfect (But I'm Perfect for You) / Scary but Fun (EMI – Manhattan Records, 2015037, Franciaország)
- 1986 Party Girl (Remix) / White Collar Crime (EMI – Manhattan Records, MTP 20, Anglia, képlemez)
- 1986 Party Girl / White Collar Crime (EMI – Manhattan Records, 1C 006-20 1645 7, Európa)
- 1986 Victor Should Have Been a Jazz Musician / Crush (EMI – Manhattan Records, 20 1851, 7, Hollandia)
- 1986 Victor Should Have Been a Jazz Musician (EMI – Manhattan Records, 006-2016657, Spanyolország, egyoldalas promóciós lemez)

### Maxik
- 1986 Crush (Extended Remix) / Crush (Dub Version) / White Collar Crime (EMI – Manhattan Records, S 75185, Kanada)
- 1986 Crush (Extended Remix) / Crush (Dub Version) / White Collar Crime (EMI – Manhattan Records, V-56047, Egyesült Államok)
- 1986 I'm Not Perfect (But I'm Perfect for You) (The Right On Time Edit By Larry Levan) / I'm Not Perfect (But I'm Perfect for You) (The Ultra Perfect Edit By The Latin Rascals) / I'm Not Perfect (But I'm Perfect for You) (The Ultra Perfect Dub By The Latin Rascals) (EMI – Manhattan Records, SPRO-9915, SPRO-9916, Egyesült Államok, promóciós lemez)
- 1986 I'm Not Perfect (But I'm Perfect for You) (The Perfectly Extended Remix) / I'm Not Perfect (But I'm Perfect for You) (The Right On Time Edit) / I'm Not Perfect (But I'm Perfect for You) (The Ultra Perfect Edit) / I'm Not Perfect (But I'm Perfect for You) (The Ultra Perfect Dub) / Scary but Fun (EMI – Manhattan Records, V-56038, Egyesült Államok)
- 1986 I'm Not Perfect (But I'm Perfect for You) (The Perfectly Extended Remix) / I'm Not Perfect (But I'm Perfect for You) (Instrumental Version) / Scary but Fun (EMI – Manhattan Records, 20 1507 6, Spanyolország)
- 1986 I'm Not Perfect (But I'm Perfect for You) (The Perfectly Extended Remix) / I'm Not Perfect (But I'm Perfect for You) (Instrumental Version) / Scary but Fun (EMI – Manhattan Records, V-56038, Egyesült Államok)
- 1986 I'm Not Perfect (But I'm Perfect for You) (The Perfectly Extended Remix) / I'm Not Perfect (But I'm Perfect for You) (Instrumental Version) / Scary but Fun (EMI – Manhattan Records, 12MT 15, Anglia)
- 1986 I'm Not Perfect (But I'm Perfect for You) (The Perfectly Extended Remix) / I'm Not Perfect (But I'm Perfect for You) (Instrumental Version) / Scary but Fun (EMI – Manhattan Records, 14 2015076, Olaszország)
- 1986 I'm Not Perfect (But I'm Perfect for You) (The Perfectly Extended Remix) / I'm Not Perfect (But I'm Perfect for You) (Instrumental Version) / Scary but Fun (EMI – Manhattan Records, 1A K060 20 1507 6, Hollandia)
- 1986 I'm Not Perfect (But I'm Perfect for You) (The Perfectly Extended Remix) / I'm Not Perfect (But I'm Perfect for You) (Instrumental Version) / Scary but Fun (EMI – Manhattan Records, Capitol Records, S-75174, Kanada)
- 1986 I'm Not Perfect (But I'm Perfect for You) (The Perfectly Extended Remix) / I'm Not Perfect (But I'm Perfect for You) (Instrumental Version) / Scary but Fun (EMI – Manhattan Records, EMI Music Australia, ED 230, Ausztrália és Új-Zéland)
- 1986 I'm Not Perfect (But I'm Perfect for You) (The Perfectly Extended Remix) / I'm Not Perfect (But I'm Perfect for You) (Instrumental Version) / Scary but Fun (EMI – Manhattan Records, 12MTP 15, Anglia, képlemez)
- 1986 I'm Not Perfect (But I'm Perfect for You) (The Perfectly Extended Remix) / I'm Not Perfect (But I'm Perfect for You) (Version Instrumentale) / Scary but Fun (Pathé Marconi EMI, 2015076, Franciaország)
- 1986 Party Girl (Extended Remix) / Party Girl (Dub Version) / Party Girl (7" Edit) (EMI – Manhattan Records, V-56050, Egyesült Államok)
- 1986 Party Girl (Extended Remix) / Party Girl (Dub Version) / Party Girl (7" Edit) (EMI – Manhattan Records, 20 1696 6, Egyesült Államok)
- 1986 Party Girl (Extended Remix) / White Collar Crime (EMI – Manhattan Records, 1C K060-20 1683 6, Európa)
- 1986 Party Girl (Extended Remix) / Party Girl (Dub Version) / White Collar Crime (EMI – Manhattan Records, 12MT 20, Anglia)
- 1986 Party Girl (Extended Remix) / Party Girl (Dub Version) / White Collar Crime (EMI – Manhattan Records, EMI Music Australia, ED 249, Ausztrália és Új-Zéland)
- 1986 Victor Should Have Been a Jazz Musician (The Jazzclubmillionminutemix) / I'm Not Perfect (But I'm Perfect for You) (The C + V. I. Minimix) (EMI – Manhattan Records, 20 2005 6, Egyesült Államok)

## Az album slágerlistás helyezései
- Ausztria: 1986. december 15-étől 6 hétig. Legmagasabb pozíció: 15. hely
- Egyesült Államok: 1986. Legmagasabb pozíció: 61. hely
- Egyesült Államok, Billboard 200: 1986. Legmagasabb pozíció: 81. hely
- NSZK: 1986. Legmagasabb pozíció: 38. hely
- Svájc: 1986. december 14-étől 1 hétig. Legmagasabb pozíció: 30. hely
- Svédország: 1986. december 3-tól 2 hétig. Legmagasabb pozíció: 34. hely

## Legnépszerűbb slágerek
- I'm Not Perfect (But I'm Perfect for You)

Egyesült Államok: 1986. november 29-étől 9 hétig. Legmagasabb pozíció: 69. hely

Franciaország: 1986. március 8-ától 1 hétig. Legmagasabb pozíció: 50. hely

NSZK: 1986. december 1-jétől 9 hétig. Legmagasabb pozíció: 39. hely

Svájc: 1986. december 7-étől 2 hétig. Legmagasabb pozíció: 24. hely
- Party Girl

NSZK: 1987. március 30-ától 6 hétig. Legmagasabb pozíció: 53. hely